# Josie (Album)
Josie ist ein englischsprachiges Studioalbum des deutschen Rockmusikers Peter Maffay. Es enthält neu eingespielte Lieder aus den ersten drei Studioalben des Musikers.

## Veröffentlichungen
In Deutschland war das Album nicht erhältlich. 1982 kam Josie in Großbritannien als Doppel-LP zusammen mit dem ebenfalls englischsprachigen Album It’s You I Want to Live With als It’s You/Josie heraus. Diese war in Deutschland ebenfalls nur als Import-Schallplatte erhältlich. Beide Versionen gelten heute als gesuchte Raritäten. Die Seriennummer der Erstveröffentlichung auf Telefunken lautet „GL 1815“, die der Doppel-LP hat die Nummer „Teldec 66.28 206 DT“.
Unter dem Namen It’s You Josie sollten die Alben 2002 als Doppel-CD von Ariola veröffentlicht werden. Die Veröffentlichung wurde aber ohne Angabe von Gründen gekippt, eine CD ist bisher nicht erhältlich.

## Titelliste
1. Josie (Dion DiMucci/Tony Fasce) – 4:02
2. The World Goes Round (Peter Maffay) –  4:16
3. Sandy (Maffay) – 3:10
4. Morning Song (Joachim Heider) – 4:10
5. The Big Machine (Maffay) – 2:57
6. Catch the Moment (Maffay) – 3:54
7. I’m Staying in Jackson (Maffay) – 3:10
8. River (Maffay) – 4:05
9. You Are My Kind o’ Woman (Maffay) 3:55
10. Lovely Lady (Heider) – 3:10
11. Sunshine Forever (Maffay) – 3:17
12. This Time You Lose (Heider) – 3:05